# Herbert Newby McCoy
Herbert Newby McCoy (* 29. Juni 1870 in Richmond (Indiana); † 7. Mai 1945 in Los Angeles) war ein US-amerikanischer Chemiker.
McCoy studierte an der Purdue University, wo er 1893 den Bachelor-Abschluss  und 1893 den Master-Abschluss erwarb. 1898 wurde er an der University of Chicago bei Julius Stieglitz mit der Arbeit On the Hydrochlorides of Carbophenylimido Derivatives promoviert. Danach war er an der North Dakota State University tätig, war Assistant Professor an der University of Utah, lehrte 1901 bis 1917 an der University of Chicago und ging dann in die Industrie als Vizepräsident der Lindsay Light and Chemical Company ab 1919 und Präsident der Carnotite Reduction Company in Chicago.
Er veröffentlichte über Physikalische Chemie, Radioaktivität und Seltene Erden.
1937 erhielt er die Willard Gibbs Medal.
Er war mit der Chemikerin Ethel Terry verheiratet, mit der er auch eine Einführung in die Chemie schrieb (Introduction to General Chemistry, 1919).
Der Herbert Newby McCoy Award der Purdue University ist nach ihm benannt. Er ist ein Forschungspreis in Naturwissenschaften für Studenten oder Fakultätsmitglieder der Purdue University.